# Киба, Владимир Николаевич
Влади́мир Никола́евич Ки́ба (род. 29 мая 1952, Николаев) — советский и украинский легкоатлет (прыжок в высоту), тренер, спортивный организатор и продюсер, автор и производитель полнометражных телепроектов.
Мастер спорта СССР международного класса, член сборной СССР (1975—1981), многократный призёр чемпионатов СССР, победитель и призёр международных соревнований. Заслуженный тренер УССР (1985), заслуженный тренер СССР (1989).

## Биография
Родился 29 мая 1952 года в Николаеве. В 1973 году окончил Киевский институт народного хозяйства по специальности инженер-экономист. С 1973 по 1974 год проходил службу в пограничных войсках Советской армии.

### Спортсмен
Когда 16 июня 1978 года Владимир Ященко установил в Тбилиси мировой рекорд 2,34 м, Владимир Киба был там четвёртым с 2,22 м. Вскоре Киба в интервью на украинском телевидении сказал, что собирается через несколько лет прыгать (какой бы тогда ни был рекорд) на 2,35. Это сделать он не смог, его лучший результат остался 2,25. Через семь лет в полуфинальных соревнованиях на Кубок СССР в Донецке его ученик Рудольф Поварницын взял с третьей попытки сперва 2,35 (рекорд Украины), а затем, пропустив рекорд Европы (2,38), взял, тоже с третьей попытки, 2,40.

### Тренер
С 1974 по 1987 год работал тренером в СДЮШОР по лёгкой атлетике Киевского совета ДСО «Динамо». В 1985 году ему было присвоено звание заслуженного тренера Украинской ССР, а в 1989 году — заслуженного тренера СССР. С 1987 по 1990 год занимал должность старшего тренера центра олимпийской подготовки Украинского совета ДСО «Трудовые резервы». Среди его воспитанников:
- Владимир Граненков — победитель международных соревнований «Дружба-84»
- Рудольф Поварницын — рекордсмен мира по прыжкам в высоту, первый прыгун, преодолевший рубеж 2 м 40 см, призёр Олимпийских игр в Сеуле (1988)
- Сергей Дымченко — чемпион СССР 1991 года в помещении по прыжкам в высоту
- 8 мастеров спорта международного класса по прыжкам в высоту
- Готовил ко всем ответственным стартам чемпиона мира 2004 в богатырском многоборье Василя Вирастюка

### Функционер
Внёс значительный вклад в развитие спортивных мероприятий на Украине:
- Организатор многочисленных соревнований по лёгкой атлетике, богатырскому многоборью, кроссов, пробегов, состязаний для инвалидов.
- 1991 год — генеральный секретарь Национального Олимпийского комитета Украины; участвовал в становлении и развитии организации: полная отработка стартового положения НОК Украины (членство в международных организациях, подготовка заседаний Исполкома НОК и т. д.)
- С 1990 года по настоящее время — президент спортклуба «Киев-Спорт», одного из пионеров клубного спорта на Украине.
- Организатор «Акции Мира» (соревнований по прыжкам в высоту и с шестом) на палубе авианесущего крейсера «Москва» (тогда «Слава») в 1991 году (Севастополь)
- С 1992 по 2006 год — основатель и постоянный директор Киевского международного полумарафона «Кубок Независимости» (проходил ежегодно на Крещатике в Киеве 24 августа после военного и физкультурного парада) при участии элитных мировых стайеров;
- С 1998 — автор и Генеральный продюсер телевизионного проекта «Богатырские Игры» («Богатырь года»), основатель вида спорта «Богатырское многоборье», Федерации сильнейших атлетов Украины и перетягивания каната.
- В 1999—2002 годах занимал должность вице-президента кубка Европы и чемпионата Европы по спортивным танцам
- В 1999—2003 годах был генеральным продюсером трансляций трёх чемпионатов мира и Кубков Европы по спортивным танцам
- С 2001 по 2007 годы — член Президиума Национальной Ассоциации спортивного танца Украины (АСТУ) по медиа-освещению рейтинговых соревнований Международной федерации спортивного танца (организатор трансляций чемпионатов мира среди молодёжи.
- Провёл на Украине более 50 турниров всеукраинского и международного уровня, включая чемпионаты мира и Европы, с трансляциями на Украину, Россию, «Евроспорт» и другие популярные телеканалы мира.

## Награды
За свои заслуги удостоен ряда наград:
- Почётный гражданин города Киева (2018)
- Заслуженный работник физической культуры и спорта Украины (с 2008)
- Награждён медалями СССР «За трудовую доблесть» и «1500-летие Киева»
- Орден «Знак Почёта»[уточнить] от киевской городской администрации
- Почётный знак «Железнодорожная слава» lll степени
- Орден УПЦМП «Преподобного Ильи Муромца»
- Удостоен звания «Отличник народного образования Украины»
- Обладатель телевизионной премии «Телетриумф» (2006, Украина)
- Лауреат международного телекинофорума «Вместе 2011» в номинации «О спорт — ты мир!»